# Ghiandole sudoripare apocrine
Le ghiandole sudoripare apocrine sono un gruppo di ghiandole sudoripare presenti nella cute poco rappresentate nell'uomo.
Il nome che portano però non è riconducibile al tipo di secrezione che le cellule operano, ovvero quella apòcrina; esse infatti a livello dell'adenomero presentano delle estroflessioni del citoplasma che in passato fece pensare si trattasse appunto di secrezione apocrina: nella realtà il tipo di secrezione è semplicemente "merocrino", dal momento che non riversano all'esterno parte del citoplasma, ma solo delle grosse vescicole secretorie. Pertanto si distinguono dalle ghiandole sudoripare eccrine.
Molte delle ghiandole presenti nel corpo umano sono ghiandole apocrine modificate (ad esempio la ghiandola mammaria, le ghiandole perineali, le ghiandole ceruminose auricolari e le ghiandole di Moll delle palpebre).

## Disposizione
Nell'Uomo si trovano solo nell'ascella, nell'inguine, nell'areola mammaria, nel monte di Venere, nella regione sottombelicale, nelle grandi labbra, nello scroto e nel perineo. Sono più numerose nella donna rispetto all'uomo e le persone con la pelle scura ne possiedono circa tre volte tanto rispetto ai caucasici.

## Funzioni
Le ghiandole sudoripare apocrine, a differenza di quelle eccrine, sono filogeneticamente più antiche e sono legate a numerose funzioni non meramente di termoregolazione che le eccrine non hanno. La presenza accertata di feromoni, dà al sudore apocrino un ruolo di riconoscimento olfattivo di specie e sesso.
Queste ghiandole sono piccole e inattive durante l'infanzia. La loro funzionalità inizia durante la pubertà, età in cui si è più soggetti a patologie legate ad una loro qualche anormalità. Secernono una sostanza dal caratteristico odore (perché contenente più grassi rispetto alle ghiandole eccrine) maggiormente durante gli stati emotivi. È stimolato dagli androgeni ed è la ghiandola dell'odore corporeo, quello che ci può dare l'attrazione o la repulsione verso gli altri.

## Struttura
Come le ghiandole sudoripare eccrine sono ghiandole tubuloglomerulari semplici. Il glomerulo è presente nella parte profonda del derma, nello strato reticolare, ed è formato da tubuli aggrovigliati in anse. Il tubulo è formato da cellule che hanno forma diversa a seconda della fase secretorie: se a riposo sono cubiche, se in attività batiprismatiche. Le cellule secernenti sono rivestite internamente da uno strato di cellule mioepiteliali che sono a contatto con la membrana basale. Il citoplasma delle cellule in attività è composto da diversi granuli di secreto che contengono lipidi, pigmenti e ferro. I granuli vengono poi trasportati nella parte apicale per essere secreti.
Il dotto escretore è formato da più strati di cellule ricche di tonofilamenti negli strati più interni. Lo sbocco del dotto è nel colletto di un follicolo pilifero appena sopra lo sbocco di una ghiandola sebacea.

## Sudore apocrino
Il sudore prodotto dalle ghiandole apocrine è molto simile a quello delle ghiandole eccrine, ma più grasso. Presenta un 95% di acqua e contiene glucidi, proteine e lipidi. Il pH è basico, tra 7 e 8, e presenta un colore leggermente opaco. La presenza di acidi grassi esterificati può far cambiare il suo colore: da latteo può diventare giallastro (specialmente a livello ascellare). 
Presenta un caratteristico odore che si pensa si liberi dopo la secrezione e che sia dovuto alla decomposizione batterica che ha luogo lungo la superficie cutanea.

## Variabilità
Le ghiandole apocrine, in base alla loro diversità nel produrre il secreto, danno vita a diverse condizioni:
- bromidrosi: sudore dotato di un cattivo odore;
- cromidrosi: sudore colorato;
- anidrosi: una bassa sudorazione (riguarda soprattutto le ghiandole eccrine);
- iperidrosi: un'elevata sudorazione (riguarda soprattutto ghiandole eccrine)